# Crepis calycina
Crepis calycina é uma espécie de planta com flor pertencente à família Asteraceae. 
A autoridade científica da espécie é (Hoffmanns. & Link) Nyman, tendo sido publicada em Syll. Fl. Eur.: 48. 1854-1855.

## Portugal
Trata-se de uma espécie presente no território português, nomeadamente em Portugal Continental.
Em termos de naturalidade é endémica da região atrás referida.

## Protecção
Não se encontra protegida por legislação portuguesa ou da Comunidade Europeia.